# Сто гривен
Сто гривен — номинал монет и банкнот в денежном обороте современной Украины, введена в обращение Национальным банком в 1995 году. Также это денежные банкноты, ходившие в УНР в 1918—1920 годах. До 22 августа 2001 года, когда была введена банкнота в 200 гривен, это была крупнейшая банкнота Украины.

## История

### УНР
Первые банкноты номинальной стоимостью 100 гривен были выпущены в 1918 году в Берлине. Автором эскиза банкноты в 100 гривен УНР был художник Георгий Нарбут. На лицевой банкноты по середине был размещен трезубец. Оформление дополняло изображение крестьянки со снопом и рабочего с молотом на фоне венка из цветов и плодов. На банкноте содержались надписи «Украинская Народная Республика» и «Государственный кредитный билет», указан год выпуска, номинал, указанный числом и прописью, а также подписи директора банка и казначея. В нижней части билета была надпись: «1 гривня містить 8,712 долі щирого золота», что соответствовало 50 довоенным копейкам. 
На оборотной стороне банкноты находилось изображение трезубца, номинал, указанный числом, серия и номер банкноты и надпись:
«Государственные кредитные билеты Украинской Народной Республики обеспечиваются всем государственным имуществом Республики. ~ Государственные кредитные билеты Украинской Народной Республики ходят наравне с золотой монетой. ~ По фальсификации государственных кредитных Билет виновного наказывается лишением прав и тюрьмой.»
Банкнота введена в обращение 17 октября 1918 года.

### Образец 1996 года
Банкноты печатались британской фирмой Томас де ла Рю в 1996 году и Банкнотно-монетным двором Национального банка Украины в 2000 году.
Банкнота изготовлена на специальной белой бумаге, которая не флуоресцирует в ультрафиолете, с однотонными водяными знаками в форме трезубца, расположенными по всей площади банкноты. Банкнота содержит радужную печать, рельефные элементы, микротекст, видимые защитные волокна, флюоресцентный номер, скрытый номинал и высокую печать. Кроме того, по середине банкноты в толще бумаги размещена темная защитную лента шириной 1 мм, на которой можно прочитать надпись Україна, если рассматривать её на свет. Преобладающие цвета — коричневый и зелёный.
На аверсной стороне банкноты ближе к правому краю размещено графическое изображение украинского поэта и художника Тараса Григорьевича Шевченко. Кроме того лицевая сторона банкноты содержит надписи Україна и Національний банк України, серию и номер банкноты, номинал, указанный числом и прописью, подпись председателя НБУ, метку для людей с ослабленным зрением в виде квадрата. Правее портрета Тараса Шевченко размещено изображение памятника Владимиру Великому в Киеве.

### Образец 2005 года
Банкноты печатались на Банкнотно-монетном дворе Национального банка Украины в 2005 году.
Банкнота изготовлена на специальной тонированной бумаге, которая не флуоресцирует в ультрафиолетовых лучах, оттенок которой соответствует основному цвету банкноты, с многотоновым водяным знаком в виде портрета. Кроме того банкнота содержит двухцветный водяной знак (штрихкод), защитные ленту, волокна и нить, оптически переменную краску, рельефные элементы, микротекст, совмещенное и скрытое изображение, антисканерную сетку. Преобладающие цвета — жёлтый и зелёный.
На аверсной стороне банкноты с правого края размещено графическое изображение Тараса Шевченко на фоне его картины «Екатерина». Также лицевая сторона банкноты содержит изображение Малого Государственного Герба Украины, надпись Національний банк України, эмблему Национального банка в виде гривны Киевской Руси, подпись председателя НБУ, номинал, указанный числом и прописью, метку для людей с ослабленным зрением в виде квадрата. По середине банкноты расположена цитата из стихотворения поэта «Чи ми ще зійдемося знову…» из цикла «В каземате»:
Свою Україну любіть.

Любіть її... Во время люте,

В остатню тяжкую минуту

За неї Господа моліть.
На реверсной стороне банкноты по центру размещено гравюрное изображение кобзаря и мальчика на фоне пейзажа Чернечей горы возле города Канева и Днепра. Также на обратной стороне содержится эмблема Нацбанка, серия и номер банкноты, номинал, указанный числом и прописью и год печати серии.
На банкнотах содержится подпись тогдашнего главы НБУ Владимира Стельмаха.
Банкнота введена в обращение 20 февраля 2006 года.

### Образец 2014 года
29 декабря 2014 года, Национальный банк Украины презентовал банкноту образца 2014 года с усовершенствованной системой защиты. Банкнота данного образца вводится в оборот с 9 марта 2015 года, в день годовщины рождения выдающегося представителя украинского народа — Шевченко Тараса Григорьевича.
На банкноте образца 2014 года преобладает желто-оливковый цвет и тонированный под этот цвет банкнотная бумага. Размер новой банкноты аналогичный размеру банкноты номиналом 100 гривен образца 2005 года. По цвету и размеру она четко отличается от банкнот других номиналов. В центральной части лицевой стороны банкноты размещено портретное изображение Тараса Шевченко и отрывок из его произведения. В центральной части обратной стороны банкноты помещено изображение Киевского Национального университета имени Тараса Шевченко (в отличие от гравюрного изображения кобзаря и мальчика на фоне пейзажа Чернечей горы возле города Канева и Днепра на банкноте образца 2005 года). В нижней части банкноты размещен год утверждения образца банкноты. Серийный номер напечатан дважды — вертикальный номер (с переменной высотой цифр) отпечатан краской чёрного цвета, горизонтальный номер — краской красного цвета.
Новые элементы защиты:
- «оконная» защитная лента — частично введена в толщу бумаги полимерная лента коричневого цвета с ярко выраженным кинематическим эффектом. Лента содержит изображение числа «100» и графического знака гривны. При изменении угла наклона банкноты меняется направление движения фонового изображения ленты.
- оптически переменный элемент SPARK, имеющий кинематический эффект. При изменении угла наклона банкноты на участках изображения наблюдаются постепенные переходы от золотистого цвета к зелёному.

## Статистические данные
| Банкноты разных лет выпуска | Банкноты разных лет выпуска | Банкноты разных лет выпуска | Банкноты разных лет выпуска | Банкноты разных лет выпуска | Банкноты разных лет выпуска                                        | Банкноты разных лет выпуска                                            | Банкноты разных лет выпуска | Банкноты разных лет выпуска | Банкноты разных лет выпуска |
| Изображение                 | Изображение                 | Подпись                     | Размеры                     | Основные цвета              | Описание                                                           | Описание                                                               | Даты                        | Даты                        | Даты                        |
| Аверс                       | Реверс                      | Подпись                     | Размеры                     | Основные цвета              | Аверс                                                              | Реверс                                                                 | печати                      | выпуска                     | изъятия                     |
| --------------------------- | --------------------------- | --------------------------- | --------------------------- | --------------------------- | ------------------------------------------------------------------ | ---------------------------------------------------------------------- | --------------------------- | --------------------------- | --------------------------- |
|                             |                             |                             | 175×115 мм                  | синий                       | Крестьянин и крестьянка, номинал, трезубец, декоративные орнаменты | Номинал, трезубец, пояснительные надписи, декоративные орнаменты       | 1918                        | 17 октября 1918             | после 1920                  |
|                             |                             | В. Гетьман (1995)           | 133×66 мм                   | Коричнево-зелёный           | Тарас Шевченко                                                     | Софийский собор и Памятник Владимиру Великому в Киеве                  | 1995                        | 2 сентября 1996             | 1 января 2010               |
|                             |                             | В. Ющенко (2000)            | 133×66 мм                   | Коричнево-зелёный           | Тарас Шевченко                                                     | Софийский собор и Памятник Владимиру Великому в Киеве                  | 2000                        | 2 сентября 1996             | 1 января 2010               |
|                             |                             | В. Стельмах (2005)          | 142х75 мм                   | жёлто-оливковый             | Тарас Шевченко                                                     | Днепр и фрагмент рисунка Т. Г. Шевченко Казак-бандурист                | 2005                        | 20 февраля 2006             | 1 января 2023               |
|                             |                             | С. Арбузов (2011)           | 142х75 мм                   | жёлто-оливковый             | Тарас Шевченко                                                     | Днепр и фрагмент рисунка Т. Г. Шевченко Казак-бандурист                | 2011                        | 1 марта 2012                | 1 января 2023               |
|                             |                             | С. Кубив (2014)             | 142х75 мм                   | жёлто-оливковый             | Тарас Шевченко                                                     | Днепр и фрагмент рисунка Т. Г. Шевченко Казак-бандурист                | 2014                        | 1 июня 2014                 | 1 января 2023               |
|                             |                             | В. Гонтарева (2014)         | 142х75 мм                   | жёлто-оливковый             | Тарас Шевченко                                                     | Красный корпус Киевского национального университета им. Т. Г. Шевченко | 2014                        | 9 марта 2015                | в обращении                 |
|                             |                             | Я. Смолий (2019)            | 142х75 мм                   | жёлто-оливковый             | Тарас Шевченко                                                     | Красный корпус Киевского национального университета им. Т. Г. Шевченко | 2019                        | 17 декабря 2019             | в обращении                 |
|                             |                             | К. Шевченко (2021)          | 142х75 мм                   | жёлто-оливковый             | Тарас Шевченко                                                     | Красный корпус Киевского национального университета им. Т. Г. Шевченко | 2021                        | 7 сентября 2021             | в обращении                 |
|                             |                             | А. Пышный (2022)            | 142х75 мм                   | жёлто-оливковый             | Тарас Шевченко                                                     | Красный корпус Киевского национального университета им. Т. Г. Шевченко | 2022                        | 19 декабря 2022             | в обращении                 |

## Памятные монеты

### Золотые
Золотые монеты имеют идентичные параметры. Монеты, выпущенные в 1998 году, имеют вес 15,55 г при диаметре 25 мм. Монеты, выпущенные после 1998 года, имеют вес 31,1 грамм при диаметре 32 мм.
Тираж каждой серии составляет от 1000 до 4000 экземпляров.
| Название                              | Тираж | Дата выпуска    | Аверс | Реверс |
| ------------------------------------- | ----- | --------------- | ----- | ------ |
| 20 лет независимости Украины          | 1000  | 19 августа 2011 |       |        |
| Боспорское царство                    | 3000  | 28 июля 2010    |       |        |
| Энеида                                | 2000  | 28 октября 1998 |       |        |
| Золотые ворота                        | 2000  | 29 июня 2004    |       |        |
| Киевский псалтырь                     | 2000  | 22 января 1998  |       |        |
| Михайловский Златоверхий собор        | 3000  | 28 декабря 1998 |       |        |
| Острожская Библия                     | 4000  | 15 ноября 2007  |       |        |
| Пектораль                             | 1500  | 28 июля 2003    |       |        |
| Успенский собор Киево-Печерской лавры | 3000  | 30 декабря 1998 |       |        |
| Херсонес Таврический                  | 3000  | 28 июля 2009    |       |        |

### Серебряные
Серебряные монеты всех выпусков имеют вес 1000 грамм при диаметре 100 мм.
Тираж каждой серии составляет от 700 до 1501 экземпляров.
| Название                                             | Тираж | Дата выпуска    | Аверс | Реверс |
| ---------------------------------------------------- | ----- | --------------- | ----- | ------ |
| 10 лет возрождения денежной единицы Украины — гривны | 1501  | 29 августа 2006 |       |        |
| Международный год астрономии                         | 700   | 15 июня 2009    |       |        |
| Крещение Киевской Руси                               | 800   | 29 августа 2006 |       |        |